# Финская женская гимназия (Выборг)
Выборгская финская женская гимназия (фин. Viipurin suomalainen tyttökoulu, с 1925 года Viipurin Tyttölyseo, разг. Tipola) — среднее общеобразовательное заведение, действовавшее в 1881—1939 годах в Выборге. Здание бывшей гимназии на Школьной площади Выборга включено в перечень памятников архитектуры.

## История
В первой половине XIX века в городах Выборгской губернии преобладали  шведо- и немецкоязычные учебные заведения. Но в 1860-х годах в Великом княжестве Финляндском началось введение в официальное делопроизводство финского языка, что повлекло за собой проведение в 1872 году реформы народного образования, предполагавшей увеличение количества народных школ, а также создание сети финских средних учебных заведений с раздельным обучением, аналогично гимназиям и реальным училищам Российской империи. В связи с этим в дополнение к шведской женской гимназии в 1881 году в Выборге была основана финская женская гимназия (мальчики обучались в классическом лицее).
Для размещения женской гимназии в 1906 году по проекту архитектора Жака Аренберга, ранее построившего классический лицей, на склоне Мельничной горы было возведено трёхэтажное каменное здание в неоготическом стиле. Здание на гранитном цоколе стало важной составляющей частью архитектурного ансамбля формировавшейся площади, включившего также здания начальной школы и совместного училища. Женская гимназия со своеобразной планировкой стала одним из первых в Финляндии примеров использования монолитного железобетонного каркаса — инженерной разработки Ф. Хеннебике. Интерьерная планировка включает аудитории, расположенные по обеим сторонам коридоров, сходящихся к центральным вестибюлям. Фасады частично оштукатурены, а частично облицованы кирпичом с искусно выложенными аркатурными поясками. Привлекающими внимание неоготическими элементами стали, в частности, стрельчатые окна, угловые башни с остроконечной кровлей и гранитный портал главного входа, украшенный гербами городов Выборгской губернии (Котки, Кексгольма, Выборга, Фридрихсгама, Вильманстранда и Сердоболя). Главный фасад декорирован орнаментом, напоминающим семь букв «Т». Известно два варианта шуточной «расшифровки» орнамента:
«Tämän Talon Tytöistä Tulee Toimeliaita Talon Tyttöjä» или «Tämän Talon Tytöistä Tulee Taitavia Talon Tyttöjä»,
что означает: «Девушки из этого дома станут хорошими хозяйками».
В 1918 году, в ходе Гражданской войны в Финляндии, в школе размещался госпиталь для финских красногвардейцев.
К концу 1930-х годов в Выборге было открыто ещё две женских финских школы: одна размещалась в здании бывшего финского реального лицея, другая — в здании бывшей шведской женской гимназии.
Во время боевых действий советско-финских войн (1939—1944) здание получило повреждения, и гимназия была закрыта. На ступенчатом фронтоне бокового фасада выложена дата ремонта: «1940». В ходе послевоенного восстановления здание лишилось высокой кровли и островерхих крыш башен; изменилась и внутренняя планировка. Всё это, по мнению исследователей, обеднило творение Аренберга. Вместе с тем, возможность восстановления конусовидных куполов башен и высокой кровли не утрачена.
В послевоенное время здание продолжает использоваться под образовательные нужды. Длительное время его занимало профессиональное училище № 214, а с 2006 года — подразделения Выборгского политехнического колледжа «Александровский». На фасаде установлена памятная доска с надписью: «Здесь учились воины-интернационалисты, погибшие при исполнении служебного долга: Агафонов В.П., Горяев А.В., Зуевский С.И., Коркин В.Н., Морозов А.В.».